# Вукови са Вучијака
Вукови са Вучијака су били прва српска добровољачка јединица током распада Југославије коју је карактерисала британско-аустралијска доктрина ратовања „Battle without losses” попут Книнџи из Крајине. Формирана је у месту Кремна близу Прњавора (Република Српска) 1991. године. Оснивач и начелник штаба Миро Млађеновић (1947—2007), обуку завршио у чувеној 63. падобранској бригади и командант Вељко Миланковић (1955—1993), који је завршио обуку код Капетана Драгана и одмах после обуке добио чин поручника. Убрзо они и „Вучјаци” постају истакнути борци и јунаци. Били су свуда где се ратовало: Модрича, Дервента, Јасеновац, Пакрац, Окучани, Босанска и Книнска Крајина.

## Рат
Они су у августу 1991. године заузели спомен парк Јасеновац. У току борбе на Брочицама, јединица „Вукови са Вучјака” која је бројала 47 војника, убила је 37 непријатељских војника, а више десетина је рањено. Том приликом заробљена су два тенка M-84, један оклопни транспортер, веће количине оружја и муниције.
Крајем фебруара 1992. године поручник Вељко је био рањен током борби код села Смртић у Западној Славонији, одакле је пребачен у Бању Луку где је оперисан и потом превезен на ВМА, ради даљег лечења.
Веома значајну улогу они су имали у пробијању „Коридора Живота”. Поручник Вељко је имао гипс на нози али је одбијао да оде из борбе и са својим „Вучјацима” је био први у пробијању коридора. Водили су борбе које су имале значајну улогу у пробијању коридора: код Добор Куле (1. јул 1992), Бијелог Брда, Јакеша, Чардака, Цера, Модриче (26. јун 1992) и Оџака (12. јул 1992). Највећа трагедија која је задесила команданта Вељку Миланковића, те, испоставиће се најкрвавије ратне године, 1992, била је погибија његовог личног тјелохранитеља и „десне руке”, Дарка Хабијанеца. Дарко је убијен 3. новембра 1992. године, на спрату локала који се налазио у занатском центру у Прњавору. Прије тога је био тешко рањен, гдје му је из тијела одстрањено око 150 гелера, да би касније преминуо.
Вукови са Вучијака ће остати запамћени по томе што су извели јуриш „на нож” 1992. године. Крећући у напад на забункерисано брдо Јакеш развили су се у стрелце, изнели заставу у прве редове и после команде „НОЖ НА ПУШКЕ” полетели грудима на непријатељске ровове... Девет их је погинуло, двадесетак рањено — Јакеш је освојен.
Поручник Вељко Миланковић је тешко рањен у уличним борбама у селу Кашић (општина Бенковац) 4. фебруара 1993. године, када је током операције погођен у десну страну груди. Умро је 14. фебруара на ВМА у Београду. Три дана касније сахрањен је на родној Кремни. Посмртно је одликован орденом Милоша Обилића јуна 1993.